# Самія Сулуху
Самія Сулуху-Хассан (суах. Samia Suluhu Hassan; нар. 27 січня 1960) — танзанійська політична діячка, чинний президент Танзанії з 19 березня 2021 після смерті попереднього президента Джона Магуфулі двома днями раніше. Член панівної лівої, соціал-демократичної партії Чама Ча Мапіндузі та перша жінка-президент Танзанії. Також є першою в історії Танзанії жінкою, яка обійняла посаду віцепрезидента — після загальних виборів 2015 року за президента Джоні Магуфулі.

## Біографія

### Ранні роки
Була депутатом парламенту з 2010 до 2015 року й державним міністром в кабінеті віцепрезидента з питань союзу з 2010 року. До цього вона обіймала посаду міністра в напівавтономному регіоні Занзібар в адміністрації президента Амані Карума. 2014 року була обрана заступницею голови Установчих зборів, яким доручено підготувати проєкт нової конституції країни.
Сулуху народилася в Занзібарському султанаті. Після завершення навчання 1977 року була прийнята на роботу клерком у міністерстві планування та розвитку. 1986 року закінчила Інститут розвитку менеджменту (нині — Університет Мзумбе) з дипломом у галузі державного управління.
Потім вона працювала в проєкті, що фінансується Всесвітньою продовольчою програмою. З 1992 до 1994 року вона навчалася в Манчестерському університеті, який закінчила зі ступенем магістра в галузі економіки. 2015 року вона здобула ступінь магістра в галузі економічного розвитку за допомогою спільної програми Відкритого університету Танзанії і Університету Південного Нью-Гемпшира.

## Політична кар'єра
Політикою зайнялася 2000 року. Була обрана до Палати представників Занзібару й здобула міністерський портфель в уряді президента Амані Карума, ставши єдиною високопоставленою жінкою в його кабінеті. Після переобрання 2005 року знову була призначена міністром, але вже іншого департаменту.
2010 року була обрана до Національних зборів від округу Макундучі, здобувши понад 80 % голосів. Президент Джакайя Кіквете призначив її міністром у справах Союзу.
У липні 2015 року кандидат в президенти від панівної соціалістичної партії Чама Ча Мапіндузі Джон Магуфулі назвав її своєю напарницею на виборах 2015 року, що зробило її першою жінкою-кандидаткою на цю посаду в історії партії. Їх тандем переміг на президентських виборах.
17 березня оголосила, що президент Магуфулі, якого не бачили на публіці з кінця лютого, помер після тривалої хвороби. Склала присягу як його наступник 19 березня 2021 та обійматиме посаду упродовж 5 років..
Вона стала першою в історії жінкою, що обійняла посаду президента не лише в Танзанії, а й в усій Східній Африці.